# SK Turm Emsdetten
Der SK Turm Emsdetten ist ein Schachverein in Emsdetten in Westfalen. Der Verein wurde 1947 gegründet und gehört zum Schachverband Münsterland im Schachbund Nordrhein-Westfalen. Er hat jahrelang in der 1. Bundesliga gespielt, zog sich aber 2016 daraus zurück. Der weitere Verbleib des Vereins ist unklar.

## Bundesliga
In der Saison 2001/02 belegte der SK Turm Emsdetten in der 2. Bundesliga West den zweiten Platz hinter der nicht aufstiegsberechtigten zweiten Mannschaft der SG Porz und stieg damit in die 1. Bundesliga auf. In der Saison 2002/03 erreichte man als Zwölfter rein sportlich knapp den Klassenerhalt, zog die Mannschaft allerdings nach der Saison in die 2. Bundesliga zurück. 2008 gelang erneut der Aufstieg in der 1. Liga, welcher der SK Turm Emsdetten bis zum erneuten Rückzug zum Ende der Saison 2015/16 angehörte.

## Frauenbundesliga
1999 stieg der SK Turm Emsdetten in die 1. Frauenbundesliga auf und gehörte in den folgenden Jahren zur Ligaspitze. 2001 gewann der Verein die Frauenbundesliga, 2000, 2002 und 2004 wurde jeweils der zweite Platz erreicht. Nach der Saison 2003/04 wurde die Frauenmannschaft vom Spielbetrieb zurückgezogen.

## Bekannte Spieler
In der Saison 2015/16 waren für den SK Turm Emsdetten unter anderem die Großmeister Twan Burg, Daniil Dubow, Jorden van Foreest, Nils Grandelius, Jonny Hector, Alexander Ipatov, Ruud Janssen, Micheil Mtschedlischwili, Roeland Pruijssers, Wouter Spoelman, Dariusz Świercz und Mustafa Yılmaz sowie die Internationalen Meister Thomas Fiebig, Christian Richter und Martin Zumsande gemeldet.
Zu den ehemaligen Vereinsmitgliedern zählen die Großmeister Juan Manuel Bellón López, Alexander Berelowitsch, Daan Brandenburg, Pia Cramling, Michael Feygin, Merab Gagunaschwili, Anish Giri, Jurij Kruppa, Jekaterina Lagno, Peter Heine Nielsen, Peng Zhaoqin, Judit Polgár, Sergey Tiviakov, Francisco Vallejo Pons und Dennis de Vreugt, die Internationalen Meister Werner Beckemeyer, Lucien van Beek, Ali Bitalzadeh, Nataša Bojković, Michiel Bosman, Dennis Breder, Thorbjørn Bromann, Merijn van Delft, Jelena Dembo, Harriet Hunt, Tea Lanchava, Alexander Kabatianski, Christov Kleijn, Stefan Kuipers, Nicolai Vesterbæk Pedersen und Vincent Rothuis, die Großmeisterinnen der Frauen Jordanka Belić, Bianca de Jong-Muhren, Oksana Sarana-Hungeling und Zoya Schleining sowie die Internationale Meisterin der Frauen Renate Limbach.

## Sonstiges
Im November 2013 richtete der SK Turm Emsdetten die Deutsche Meisterschaft im Blitzschach aus, die René Stern gewann.